# Melanotrichia prajapati
Melanotrichia prajapati là một loài Trichoptera trong họ Xiphocentronidae. Chúng phân bố ở miền Ấn Độ - Mã Lai.